# Pomahaka
El Pomahaka es un río que se encuentra en la Isla Sur de Nueva Zelanda. Es un afluente del Río Clutha, que fluye hacia el sur unos 80 kilómetros desde la cadena Old Man hasta unirse con el Clutha justo al norte de Balclutha. Durante su recorrido atraviesa las Montañas Azules y la ciudad de Tapanui, donde se practica la Silvicultura. Durante una corta parte de su recorrido, el río hace de frontera entre Otago y Southland. Las mayores inundaciones producidas por el Pomahaka tuvieron lugar en 1978, obligando a la recolocación de la localidad de Kelso y causando severos daños en la línea férrea que pasa junto a él.   
- Datos: Q940091